# Ectropis unicolor
Ectropis unicolor är en fjärilsart som beskrevs av Barend J. Lempke 1970. Ectropis unicolor ingår i släktet Ectropis och familjen mätare. Inga underarter finns listade i Catalogue of Life.